# ルーマニア・テレビ

本社

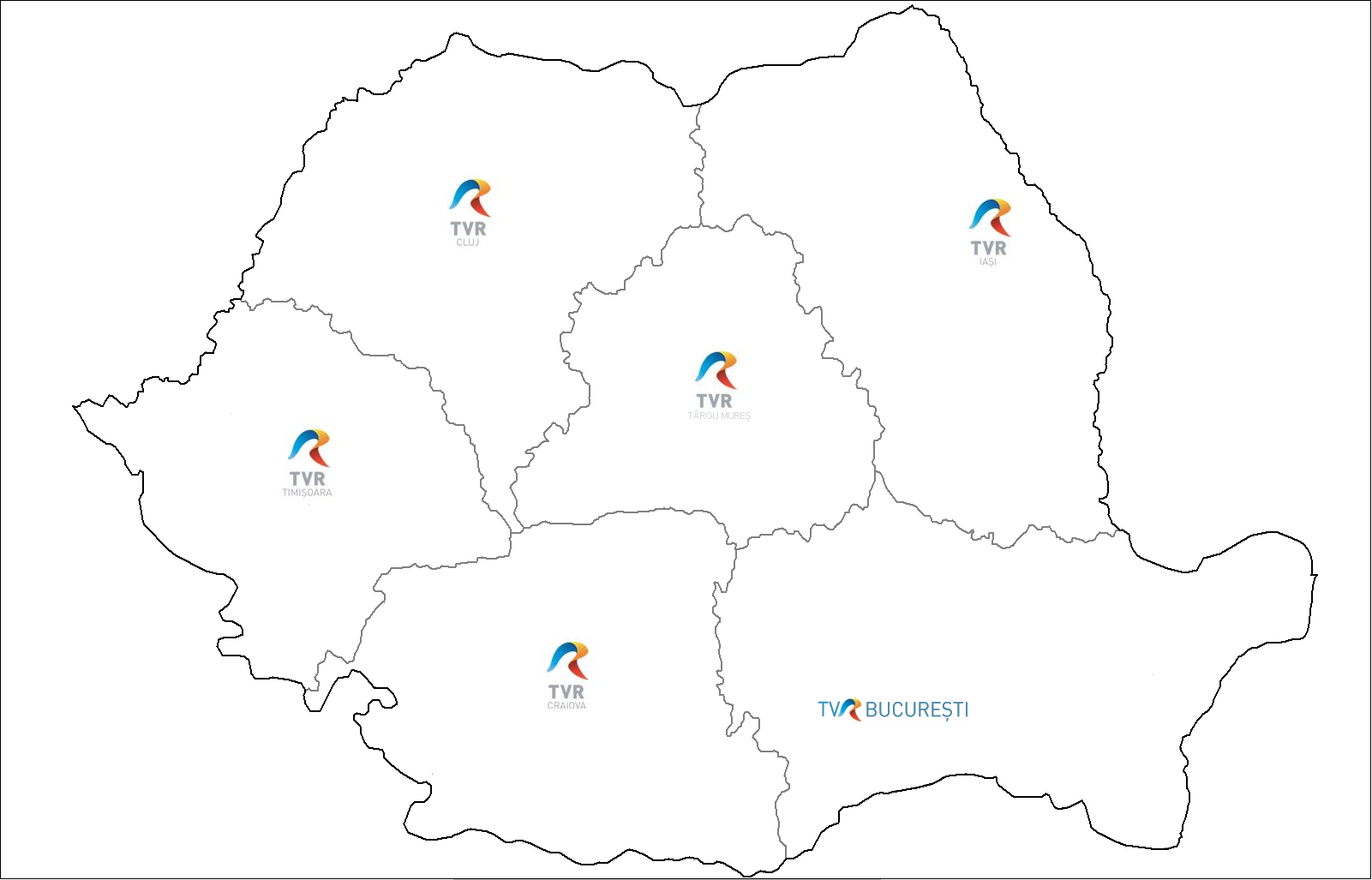
地域放送センターの所在地

ルーマニア・テレビ（Televiziunea Română、TVR）はルーマニアの国営テレビ局。

## 歴史
TVRは1956年12月31日に開局。TVR2は1968年に開局した。当時の放送センターはブカレストのモリエール通りの映画スタジオであった。

### チャウシェスク独裁政権時代
1983年、TVRはカラー放送を開始。1985年からルーマニア革命勃発の1989年まで放送時間を2時間とし、次のプログラムで放送されていた。
- 19:53：国歌、旗への賛歌演奏
- 20:00：オープニング・ニュース
- 20:20：チャウシェスクをたたえる番組（音楽・ドキュメンタリー等）
- 21:00：演劇、オペラ、社会主義映画等
- 21:50：ニュース
- 22:00：クロージング

後に放送時間を3時間とした。

### ルーマニア革命以後
1989年12月、反政府勢力が放送局を占拠。局名を自由ルーマニア放送（Televiziunea Română Liberă、TVRL）に変更。TVRLは後にTVR1に変更、TVR2も放送が再開された。
2016年4月、TVRは経営難を理由に欧州放送連合（EBU）から脱退。これによりユーロビジョンやスポーツ中継の放映権が剥奪された。翌17年EBUとの合意で再加盟した。